# General Commission for Audiovisual Media
La General Commission for Audiovisual Media (GCAM; in arabo الهيئة العامة للإعلام المرئي والمسموع‎?, al-Hy'eh al'Amah lel-E'elam al-Mar'ey wal-Masmoo') è un'organizzazione governativa dell'Arabia Saudita, fondata nel 2012, che si occupa di controllo dei contenuti multimediali.

## Classificazione

### Videogiochi
Dal 15 agosto 2016 l'organizzazione si avvale di un proprio sistema di classificazione dei videogiochi, basato unicamente sulle fasce d'età.
| Simbolo | Descrizione |
| ------- | --- |
|         | Non adatto ai minori di 3 anni.                                                                                               |
|         | Non adatto ai minori di 7 anni.                                                                                               |
|         | Non adatto ai minori di 12 anni.                                                                                              |
|         | Non adatto ai minori di 16 anni.                                                                                              |
|         | Non adatto ai minori di 18 anni.                                                                                              |
|         | (Introdotto nel 2025) Non adatto ai minori di 18 anni.                                                                        |
|         | Non classificato. Introdotto nel 2020, viene applicato provvisoriamente ad alcuni videogiochi non ancora immessi nel mercato. |

### Film
Dopo la riapertura dei cinema nel Paese nel 2018, l'organizzazione ha introdotto anche un proprio sistema di classificazione dei film.
| Simbolo | Descrizione                                                                                |
| ------- | ------------------------------------------------------------------------------------------ |
|         | Adatto a tutte le età.                                                                     |
|         | Adatto a tutti, ma si raccomanda ai minori di 12 anni di essere accompagnati da un adulto. |
|         | Adatto ai minori di 12 anni, purché obbligatoriamente accompagnati da un adulto.           |
|         | Adatto ai minori di 15 anni, purché obbligatoriamente accompagnati da un adulto.           |
|         | Vietato ai minori di 15 anni.                                                              |
|         | Vietato ai minori di 18 anni.                                                              |